# Mombasa (geslacht)
Mombasa is een geslacht van kevers uit de familie bladkevers (Chrysomelidae).
Het geslacht is voor het eerst wetenschappelijk beschreven in 1884 door Léon Marc Herminie Fairmaire.

## Soorten
- Mombasa armicollis Fairmaire, 1884
- Mombasa magna (Weise, 1900)
- Mombasa subinermis Fairmaire, 1884